# The Spectator
The Spectator  é uma revista semanal britânica sobre política, cultura e atualidades.  Foi publicado pela primeira vez em 6 de julho de 1828. É propriedade dos irmãos David e Frederick Barclay, também donos do jornal The Daily Telegraph. Suas principais áreas  são política e cultura. Sua visão editorial é geralmente favorável ao Partido Conservador, embora alguns contribuintes regulares incluam alguns  fora desse círculo, como Frank Field, Rod Liddle e Martin Bright.
A revista também contém páginas de artes sobre livros, música, ópera e cinema e críticas de TV. No final de 2008, a Spectator Australia foi lançada. Oferece 12 páginas de "conteúdo único australiano" (incluindo uma página editorial separada), além do conteúdo completo da edição do Reino Unido.